# 主流詩社
主流詩社是1970年代台灣重要的現代詩社。詩社在1971年6月15日成立，成員有黃勁連、羊子喬、龔顯宗、凱若、杜文靖、吳德亮、莊金國、李男等；詩刊則在同年的7月30日創刊，共出了13期。1973年7月，該社曾在台南縣北門鄉南鯤鯓廟舉辦「第一屆全國詩人聯誼會」，當時有80多位詩人與會。詩社會中安排邢光祖作專題演講：「我國新詩的總檢討」。這場會議的記錄、專題演講內容，以及相關論文，刊載在1974年3月發行的「主流評論專號」。
主流詩社的成員後來因創作理念分歧、升學、當兵等因素，各奔東西，詩社社務趨於停擺。部份詩社成員，如黃勁連、羊子喬等後來加入笠詩社。

## 評價
對於詩社特色的描述，台灣文學評論者葉石濤認為：「主流的同仁較有鄉土色彩的情調，也具有現實意識的追求」；而在該社及其成員的評價上，另一位台灣文學評論者趙天儀認為：「《主流》詩刊，比較沒有像『龍族』提出那麼明顯的主張，但是，黃勁連、羊子喬和龔顯宗等，在詩的評論上、台灣詩史資料的整理上，有其不可磨滅的功績。」他的理由是「黃勁連曾經強調現代詩與音樂結合」、「羊子喬跟前輩詩人陳千武(桓夫)主編的《光復前台灣文學全集》詩集部份：《亂都之戀》、《廣闊的海》、《森林的彼方》、《望鄉》四大冊，是台灣新詩重要傳統的詩選和史料之一」、「龔顯宗則在中國傳統詩論和中國早期新詩論上有頗有進展。」。

## 資料來源
1. ↑  文訊雜誌社/編輯，《光復後台灣地區文壇大事記要(增訂本)》，台北市：文建會，1995年6月2版。
2. ↑  彭瑞金/著，《台灣新文學運動40年》，高雄市：春暉出版社，2004年再版，頁194。
3. ↑  葉石濤/著，《台灣文學史綱》，高雄市：春暉出版社，2003年再版，頁155。
4. ↑  趙天儀/著，《台灣文學的週邊》，台北縣：富春文化，2000年初版，頁105~106。